# Macrauchenia
A Macrauchenia az emlősök (Mammalia) osztályának fosszilis Litopterna rendjébe, ezen belül a Macraucheniidae családjába tartozó nem.

## Rendszerezés
A nembe az alábbi fajok tartoztak:
- Macrauchenia formosa
- Macrauchenia intermedia
- Macrauchenia patachonica vagy ?Macrauchenia patagonica - típusfaj
- Macrauchenia ullomensis
- Macrauchenia boliviensis

## Tudnivalók

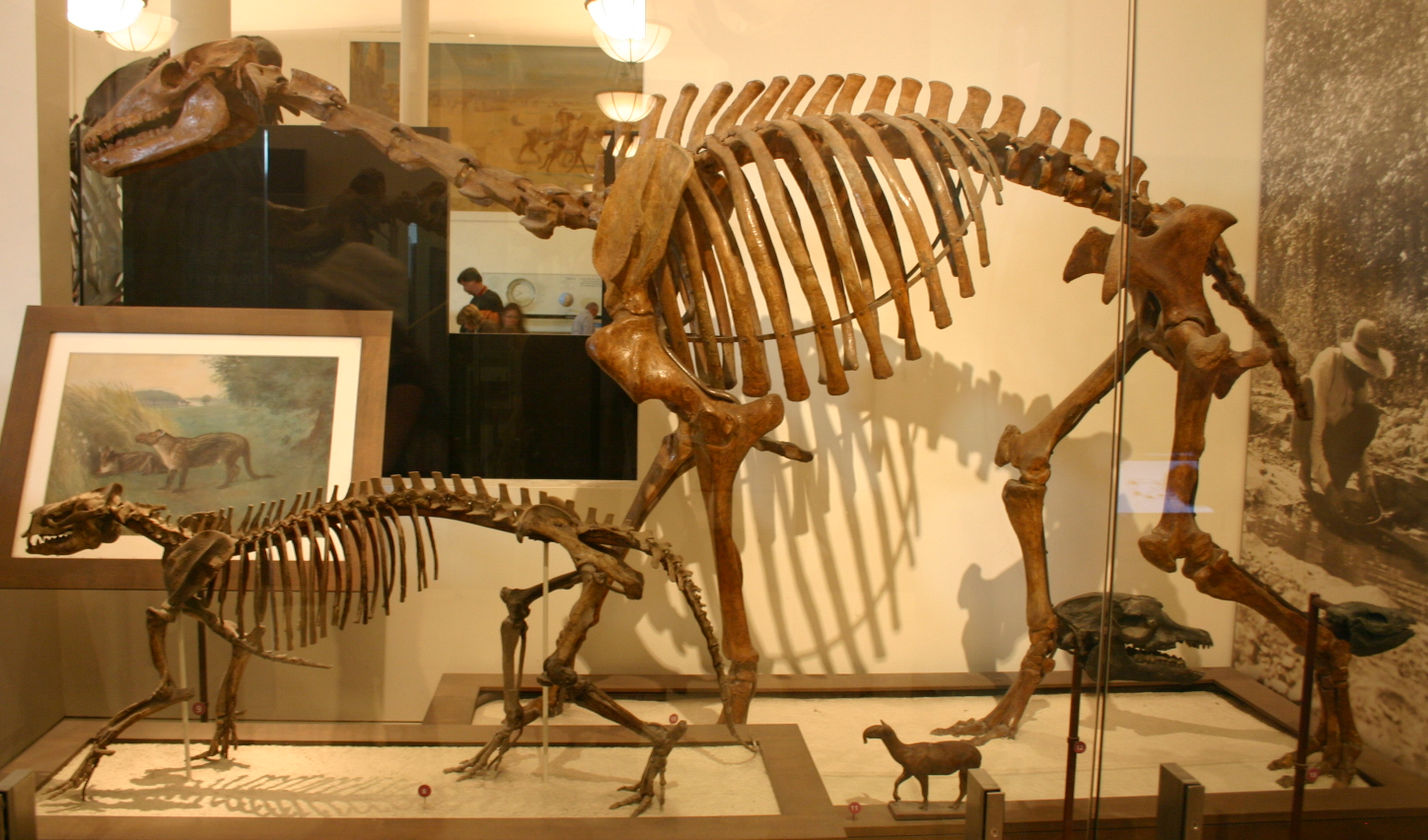
A nagyobbik csontváz egy Macrauchenia patachonica maradványa

A Macrauchenia ami azt jelenti, hogy „Nagy Nyak”, az utolsó maradványa egy patás rendnek Litopterna, amely csak Dél-Amerikában volt honos. Az állatnak hosszú nyaka és a lábán három ujja volt. Kissé úgy néztek ki, mint a mai tevék, de semmi közük sincs hozzájuk. Az állat 3 méteres hosszúságú és 909–1042,8 kilogrammos növényevő lehetett. Ennél az állatnál az orrüreg a fej tetején ült, ami több elképzelésre vezetett. A legvalószínűbb az, hogy tapírszerű ormánya volt. A csontok arra utalnak, hogy az állat hamar tudott irányt váltani szaladás közben. A szaladás volt a legjobb védekezési módszere amikor a ragadozók üldözték.

## Lelőhelyek
Macrauchenia maradványokat csak az argentínai Lujan kőzetekben találtak.